# Barchov (kraj pardubicki)
Barchov – wieś i gmina w Czechach, w powiecie Pardubice, w kraju pardubickim.
1 stycznia 2017 gminę zamieszkiwało 189 osób, a ich średni wiek wynosił 41,5 roku.